# Laneast
Laneast – wieś w Anglii, w Kornwalii. Leży 93 km na północny wschód od miasta Penzance i 322 km na zachód od Londynu. W 2001 miejscowość liczyła 164 mieszkańców.